# Supreme VC
Supreme Volleyball Club (thai: สโมสรวอลเลย์บอลสุพรีม ชลบุรี) är en volleybollklubb (damer) från Bangkok, Thailand. Klubben grundades 2009. Den har blivit thailändska mästare tre gånger (2016–17, 2017–18 och 2019–20) och vunnit Asian Women's Club Volleyball Championship två gånger (2017 och 2018).